# Ajin
Ajin oder Ayin (hebräisch עין, vokalisiert עַיִן ʿAjin, deutsch ‚Auge‘) ist der sechzehnte Buchstabe im Hebräischen Alphabet. Er hat den Zahlenwert 70. Im arabischen Alphabet gibt es den in Aussprache und Herkunft entsprechenden Buchstaben ʿAin (ع).

## Aussprache
Im Althebräischen bezeichnete das Ajin einen stimmhaften pharyngalen Frikativ, das heißt einen in der Stimmritze gebildeten Presslaut entsprechend dem arabischen ʿAin, der in europäischen Sprachen nicht vorkommt. Im Neuhebräischen wird diese Aussprache nur noch von jemenitischen Juden gepflegt, in der neuhebräischen Standardaussprache bezeichnet der Buchstabe den gleichen Knacklaut wie das Aleph.

## Geschichte
Das hebräische Ajin hat den gleichen historischen Hintergrund wie das phönizische Ajin, das ursprünglich die bildliche Darstellung eines Auges mit einem Punkt in der Mitte war. Aus dem semitischen Konsonanten wurde im Griechischen der Vokal Omikron, aus dem sich das griechische Omega und das lateinische O entwickelten. Im Jiddischen wird der Buchstabe zur Schreibung des deutschen e verwendet, beispielsweise in Lebn (Leben) לעבן.

## Hörbeispiele
- לדעת ladaʿat ‚wissen‘ⓘ/? in klassischer Aussprache. Das Ajin befindet sich zwischen den beiden a.
- עזה ʿasa ‚Gaza‘ⓘ/? in klassischer Aussprache. Das Ajin befindet sich am Beginn des Wortes.

## Beispiele
- עֵשָׂו ʿeśaṿ: Esau
- עזה ʿazah: Gaza

## Zeichenkodierung
| Unicode Codepoint | U+05E2             |
| Unicode-Name      | HEBREW LETTER AYIN |
| HTML              | &#1506;            |
| ISO 8859-8        | 0xF2               |